# Sander van Heeswijk
Sander van Heeswijk (* 30. März 1972 in Geldrop) ist ein ehemaliger niederländischer Hockeyspieler, der 1995 und 1999 Europameisterschaftszweiter wurde.

## Sportliche Karriere
Sander van Heeswijk bestritt von 1995 bis 1999 94 Länderspiele für die niederländische Nationalmannschaft, in denen der Verteidiger zwei Tore erzielte.
Im Oktober 1995 bei der Europameisterschaft in Dublin erreichten die Niederländer das Endspiel gegen die deutsche Mannschaft und verloren nach Penaltyschießen. Sander van Heeswijk wirkte in vier Spielen mit, auch im Endspiel. 1996 spielte er beim Qualifikationsturnier für die Olympischen Spiele in Atlanta, gehörte aber dann nicht zum Olympiaaufgebot. Zwei Jahre später stand van Heeswijk im Aufgebot für die Weltmeisterschaft 1998 in Utrecht, kam aber nicht zum Einsatz. Im September 1999 bei der Europameisterschaft in Padua gewannen die Niederländer ihre Vorrundengruppe und bezwangen im Halbfinale die Belgier mit 7:1. Das Finale entschieden die Deutschen im Penaltyschießen für sich. Sander van Heeswijk war in fünf Spielen dabei, das Halbfinale gegen Belgier war sein letztes Länderspiel.
Auf Vereinsebene spielte Sander van Heeswijk unter anderem für HC Eindhoven und für Oranje Zwart.